# Barbanera
Barbanera ist ein italienischer Almanach, der 1762 zum ersten Mal gedruckt wurde und noch heute jährlich erscheint.

## Inhalte
Schon seit den ersten Ausgaben kommt der Barbanera zugleich als Wandkalender und Taschenalmanach heraus. Er enthält neben dem Kalender des laufenden Jahres auch Wettervorhersagen, Angaben zu den Mondphasen und Ephemeriden, Kochrezepte, Kuriositäten, Sprichwörter und Tipps für Haus, Garten und Gesundheit.

## Der langfristige Erfolg
Aufgrund seiner Popularität geben die wichtigsten italienischen Wörterbücher den Barbanera als Synonym für Almanach an. Er ist aus dem Leben von Generationen von Italienern nicht wegzudenken, die sich in Religions- und anderen Fragen von ihm leiten ließen. So diente er jahrhundertelang auch zur Verbreitung von technischem Wissen in Bezug auf die Landwirtschaft.
Gabriele D’Annunzio bezeichnete ihn als „die Blüte der Zeit und die Weisheit von Völkern“.

## Barbanera im Weltdokumentenerbe „Memory of the World“ Unesco
Mit der Almanachsammlung der Fondazione Barbanera 1762 ist der Barbanera seit 2015 Teil des Weltdokumentenerbes im Rahmen des UNESCO-Programms „ Memory of the World“. Er steht dort als „Symbol eines literarischen Genres, das dazu beigetragen hat, eine Massenkultur und ein identitätsstiftendes Kulturerbe ganzer Völker zu schaffen, bis modernere Formen von Massenkommunikation entstanden sind“.